# Zámecký zvěřinec Častolovice
Zámecký zvěřinec Častolovice je zoo zejména s chovem hospodářských zvířat (tzv. farmapark), umístěný v zámeckém parku v Častolovicích v městysu Častolovice v okrese Rychnov nad Kněžnou. Zoo vznikla asi v roce 1997.

## Historie
V roce 2004 byly osazeny nové voliéry.
Na jaře 2005 byli nově získáni satyr a lamy. Tehdy byli dále chováni také emu hnědí, okrasní holubi pávíci, hedvábničky, papoušci, ovce, morčata, vietnamská prasata, kamerunské kozy.

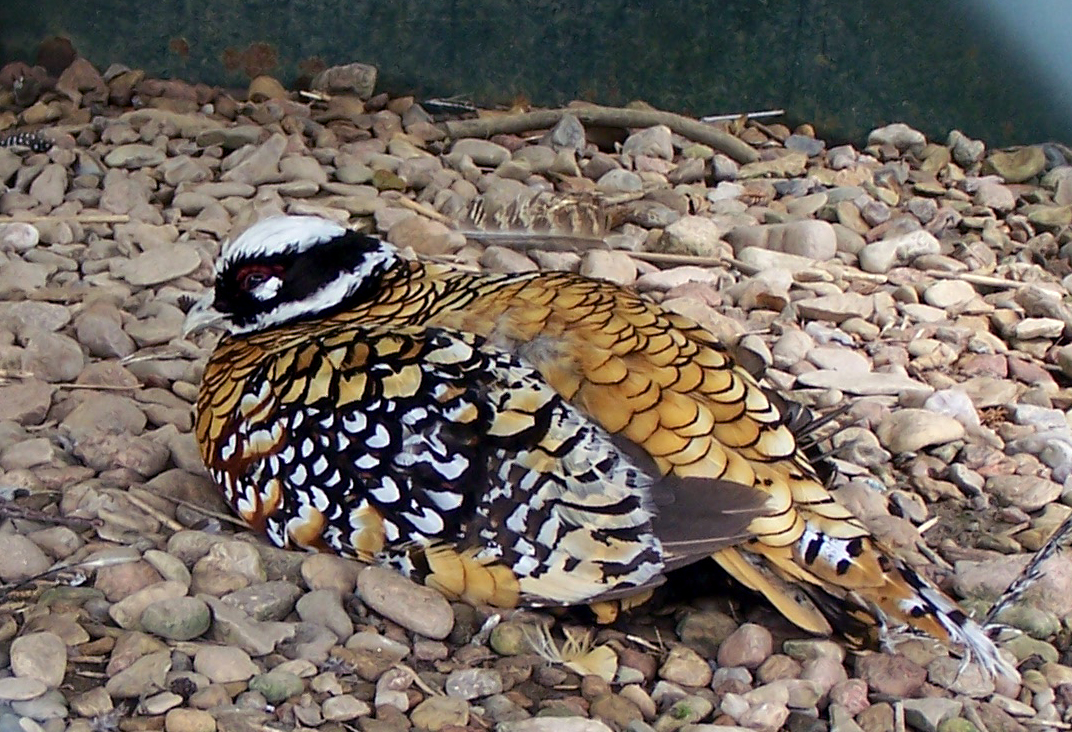
Bažant královský v Zámeckém zvěřinci

V roce 2005 zakázala Česká inspekce životního prostředí (na základě tehdy platné podoby zákona o zoologických zahradách) výběr vstupného do tzv. zámecké minizoo a také používání názvu minizoo. Zoo totiž chovala 21 druhů zvířat, čímž splňovala podmínky pro provozování zoologické zahrady, na níž by musela mít platnou licenci ministerstva životního prostředí. Od srpna 2005 tak byl zaveden volný vstup a řada z dříve chovaných zvířat tak byla z finančních důvodů přenechána jiným chovatelům. V chovu zůstali jen bažanti, morčata, slepice hedvábničky, pávi, emu a lamy.
V roce 2006 byl založen Spolek na podporu Zámeckého zvěřince a parku.
Zákon byl později na základě častolovické situace změněn. A následně bylo obnoveno vybírání vstupního poplatku.
V roce 2017 se narodila mláďata nandu pampových, ovce ouessantské, zakrslé holandské kozy či pony shetlandský. Krmení zvířat přišlo v roce 2017 na 250 tisíc Kč za rok.
V červnu 2020 zvěřinec i další části zámeckého parku byly zasaženy povodní a zvířata byla evakuována. V listopadu 2020 zde bylo chováno 34 taxonů zvířat.
V roce 2021 se zde po 14 letech narodilo mládě osla a byly dovezeny dvě lamy alpaky.

## Chovaná zvířata (stav 2023)

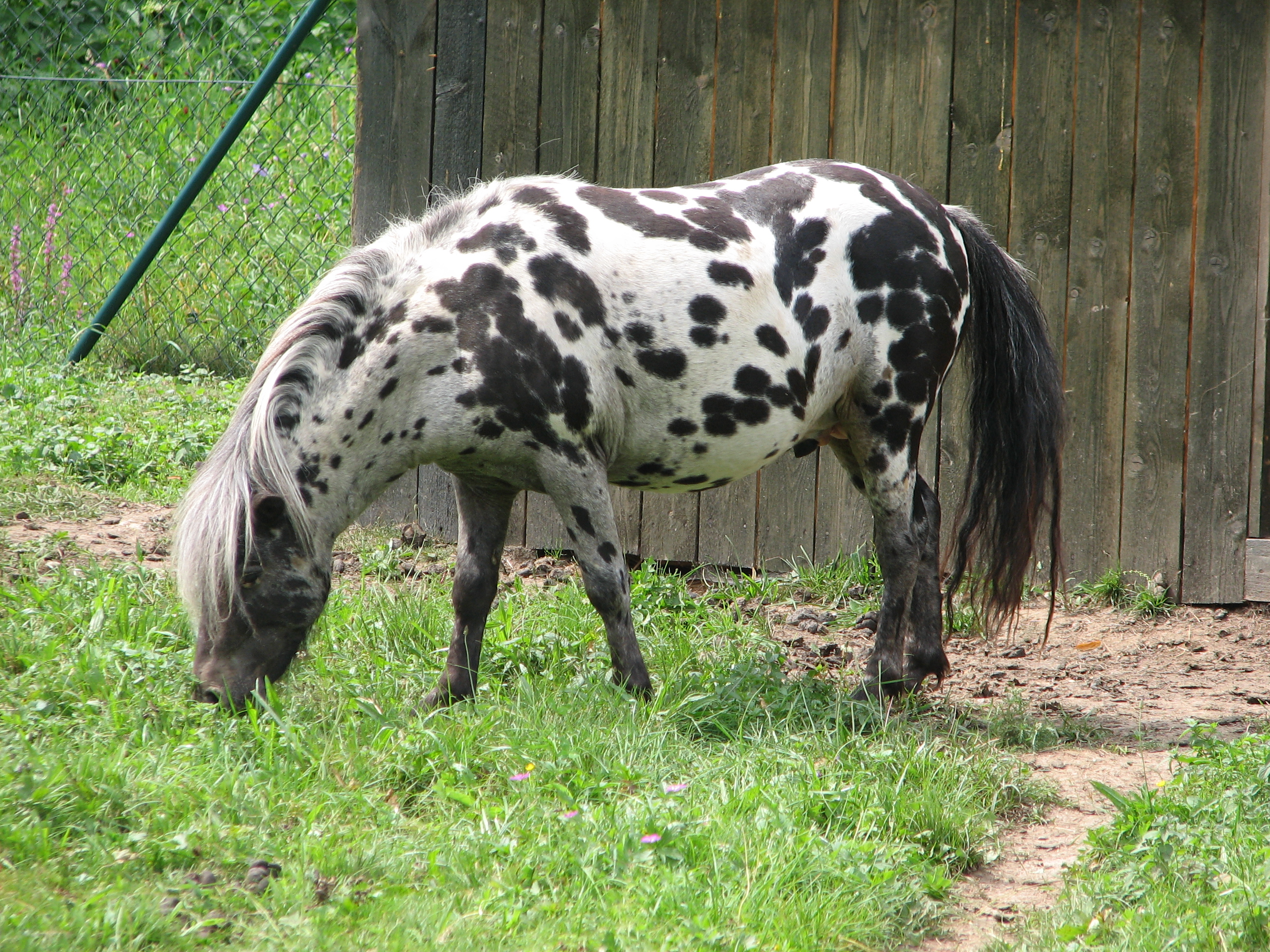
Pony shetlandský v Zámeckém zvěřinci

### Savci
- koza domácí
- koza domácí holandská zakrslá
- koza domácí walliská
- králík domácí zakrslý
- lama krotká
- morče domácí
- ovce kamerunská
- ovce ouessantská
- ovce romanovská
- pony shetlandský
- prase domácí

### Ptáci
- agapornis Fischerův (nádvoří zámku)
- alexandr malý
- andulka vlnkovaná
- bažant diamantový
- bažant sedlatý
- bažant zlatožlutý (nádvoří zámku)
- bažant zlatý (nádvoří zámku)
- emu hnědý
- holub domácí
- holub domácí kudrnáč
- kachna pižmová
- kanár domácí
- korela chocholatá
- křepel kalifornský
- křepelka čínská
- kur domácí hedvábnička černá
- kur domácí rousný
- páv korunkatý
- papoušek červenokřídlý
- papoušek kouřový (horský)
- papoušek nádherný
- papoušek zpěvavý
- perlička kropenatá
- zebřička pestrá

## Návštěvnost
Již v roce 2005 byla minizoo významným turistickým cílem, když si ji během červencového víkendu prohlédlo 700 lidí, zatímco interiéry zámku jen 300. Během Velikonočního pondělí přišlo dokonce 800 návštěvníků. O první květnové neděli roku 2005 dorazilo 650 lidí, do interiérů zámku se přitom podívalo jen necelých 200 osob.
V roce 2021 zvěřinec evidoval 91 200 platících návštěvníků.